# Dithryca guttulosa
Dithryca guttulosa är en tvåvingeart som först beskrevs av Friedrich Hermann Loew 1869.  Dithryca guttulosa ingår i släktet Dithryca och familjen borrflugor. Inga underarter finns listade i Catalogue of Life.